# Каневский стан
Каневский стан — крайний западный стан Коломенского уезда (по доекатерининскому административно-территориальному делению). Располагался по течению р. Каширки, левому притоку р. Оки. Граничил с Комаревским, Большим Микулиным, Скулневским и Маковским станами, Малинской волостью Коломенского уезда, а также с Московским уездом. Первое известие - в духовной Ивана Калиты (1336). Вероятный центр - с. Канивское.

## Погосты
На территории стана существовали три погоста:
- на речке Коширке с церковью Рождества Пречистые Богородицы
- на речке Северке с церковью Николы Чудотворца
- на речке Северке с церковью Преображения Спасова

## Поселения
На территории Каневского стана располагались следующие населённые пункты (ныне в составе Ступинского района Московской области):
- Аксиньино
- Астафьево
- Березня
- Верзилово
- Вихорна
- Воскресенки
- Дворяниново
- Жилёво
- Забелино
- Иван-Теремец
- Кануново
- Киясово
- Колычево
- Колюпаново
- Константиновское
- Крапивня
- Лаврентьево
- Ловцово
- Матвейково
- Михнево
- Мясное
- Немцово
- Петрово
- Поздново
- Псарево
- Савино
- Сафроново
- Сидорово
- Ситне-Щелканово
- Старая Ситня
- Старокурово
- Татариново
- Толочаново
- Уварово
- Шматово
- Шугарово